# Беттвиллер (Нижний Рейн)
Беттвиллер (фр. Bettwiller) — коммуна на северо-востоке Франции в регионе Гранд-Эст (бывший Эльзас — Шампань — Арденны — Лотарингия), департамент Нижний Рейн, округ Саверн, кантон Ингвиллер. До марта 2015 года коммуна административно входила в состав упразднённого кантона Дрюлинген (округ Саверн).
Площадь коммуны — 4,06 км², население — 337 человек (2006) с тенденцией к стабилизации: 314 человек (2013), плотность населения — 77,3 чел/км².

## Население
Население коммуны в 2011 году составляло 328 человек, в 2012 году — 321 человек, а в 2013-м — 314 человек.
| 1962 | 1968 | 1975 | 1982 | 1990 | 1999 | 2006 | 2008 | 2011 | 2012 | 2013 |
| ---- | ---- | ---- | ---- | ---- | ---- | ---- | ---- | ---- | ---- | ---- |
| 265  | 283  | 302  | 332  | 347  | 332  | 337  | 339  | 328  | 321  | 314  |

Динамика населения:

## Экономика
В 2010 году из 214 человек трудоспособного возраста (от 15 до 64 лет) 168 были экономически активными, 46 — неактивными (показатель активности 78,5 %, в 1999 году — 67,8 %). Из 168 активных трудоспособных жителей работали 153 человека (97 мужчин и 56 женщин), 15 числились безработными (двое мужчин и 13 женщин). Среди 46 трудоспособных неактивных граждан 12 были учениками либо студентами, 21 — пенсионерами, а ещё 13 — были неактивны в силу других причин.